# Pietro da Cortona
Pietro da Cortona, egentlig Pietro Berrettini, (1. november 1596 i Cortona – 16. maj 1669 i Rom) var en italiensk maler og arkitekt
Cortona var elev af Andrea Commodi i Firenze, senere af Baccio Ciarpi i Rom, hvor han studerede Michelangelo og antikkerne, og hvor han opholdt sig det meste af sin levetid. Allerede gennem sin uddannelse var Cortona henvist til det dekorative maleri, i hvilket han snart opnåede stor virtuositet; hans hurtigmaleri, der viser en kæk og ferm hånd, har et godt greb på det effektfulde og på kraftig og livfuld farvevirkning, men forfalder ofte til en flygtighed og overfladiskhed, der gør figurerne karakterløse og tomme. Manglerne kommer tydeligere frem hos hans talrige efterlignere, "Cortonisterne", der fyldte paladser og kirker med rask henkastede, i koloristisk henseende ikke uefne, men overmåde løse værker, der ofte laver figurerne om til utålelige, tomme skabeloner. Vil man således betegne Cortona som en forfaldskunstner, af farlig indflydelse på eftertiden, bør han dog fremhæves som en stor kunstnerskikkelse, der for det dekorative maleri, hvor han gennemførte den illuderende virkning, er lige så banebrydende som hans samtidige Giovanni Lorenzo Bernini for skulpturen. Han malede snart i olie, snart a fresco. De kendteste af hans næsten utallige freskoværker er: Loftsmaleriet i Palazzo Barberini i Rom med en dygtig, allegorisk fremstilling af huset Barberinis Berømmelse, de allegoriske, mytologiske og historiske fresker i Palazzo Pitti i Firenze, freskerne i Galeria Doria-Pamphilj i Rom med scener fra Æneiden og malerierne i Santa Maria della Vallicella. Desuden billeder i bl.a. Louvre, i Pradomuseet i Madrid og i Eremitagemuseet i Sankt Petersborg.
Han var også fremragende bygmester, fulgte barokstilen og gav tegning til flere større bygninger i Rom